# Загорная Селитьба
Заго́рная Сели́тьба — село в Свободненском районе Амурской области России. Административный центр и единственный населённый пункт Загорно-Селитьбинского сельсовета.

## География
Село расположено в верховьях реки Большая Каменушка (левый приток Амура), к юго-западу от районного центра города Свободный, расстояние до которого (через сёла Сычёвка, Малый Эргель, Костюковка, Серебрянка, Новоивановка) — около 81 км.
От села на запад идёт дорога к левому берегу Амура, к сёлам Буссе и Петропавловка.

## Население
| 2002 | 2010 | 2012 | 2013 | 2014 | 2015 | 2016 |
| ---- | ---- | ---- | ---- | ---- | ---- | ---- |
| 619  | ↘491 | ↘489 | ↘474 | ↘466 | ↘456 | ↘455 |
| 2017 | 2018 | 2021 |      |      |      |      |
| ↘452 | ↘443 | ↘389 |      |      |      |      |

## Улицы
| - ул. Гагарина, - пер. Комсомольский, - пер. Лесной, | - пер. Молодёжный, - ул. Новая, - ул. Озёрная, | - ул. Советская, - ул. Трудовая , - ул. Школьная. |